# 东江街道 (资兴市)
东江街道为湖南省资兴市下辖街道，2012年4月由鲤鱼江镇与东江镇成建制合并设立。以原鲤鱼江镇、东江镇的行政区域为新设东江街道的管辖范围，以原鲤鱼江镇、东江镇的行政区域为新设东江街道的管辖范围。东江街道新设时辖11个行政村、7个社区，总面积148.18平方公里，总人口4.66万人，办事处驻凉树湾（原东江镇政府驻地）。 

## 行政区划
- 原鲤鱼江镇撤销时下辖大兴西路社区、大兴东路社区、凤凰路社区和永丰路社区，栗脚村和上灶坪村，共计4社区2行政村；
- 原东江镇撤销时下辖水电路社区和东江社区，罗围村、文昌村、泉水村、龙泉村、木市村、梧桐村、星红村、铁厂村和仁里村，共计2社区9行政村[2]。

## 木根桥乡与东江镇
1949年属城厢镇，1956年属文昌乡，1958年属燎原公社，1959年属东江市，1962年设木根桥公社，1984年改设木根桥乡。木根桥乡政府驻凉树湾；辖田心、木市、泉水、星红、罗围、铁厂、文昌、仁里、龙泉、梧洞11个行政村和东江、水电站、东江水电厂、唐洞煤矿、鲤鱼江煤矿、市水泥厂、市啤酒厂、市农科所等10个社区。1998年，撤木根桥乡改设东江镇。2008年11月，田心村划至唐洞街道。